# Eva Knez
Eva Knez, slovenska ekonomistka in političarka; * 27. avgust 1984, Ljubljana.
Trenutno je državna sekretarka na Ministrstvu za kmetijstvo, gozdarstvo in prehrano.

## Izobrazba
Leta 2010 je diplomirala na Ekonomski fakulteti v Ljubljani, z nalogo Nadzor terjatev do kupcev v podjetju Colgate-Palmolive Adria d.o.o..

## Kariera
Poslovno pot je začela v finančnem in komercialnem kontrolingu podjetja Sportina, kjer je delala kot asistentka. Nato se je zaposlila v računovodstvu podjetja Colgate-Palmolive Adria, za tem pa v energetskem podjetju GEN-I, kjer je delovala na različnih področjih. Ob ustanovitvi hčerinske družbe, Gen-I Sonce je postala vodja oddelka za pogodbena razmerja in operativo, kmalu je prevzela še vodenje Službe za splošne zadeve.

### Državna sekretarka
Od 18. oktobra 2023 je državna sekretarka na Ministrstvu za kmetijstvo, gozdarstvo in prehrano, ki po razrešitvi Irene Šinko vodi Mateja Čalušić. Udeležila se je regijskega obiska vlade RS v Savinjski regiji, kjer si je ogledala poškodovane kmetije po avgustovskih poplavah.